# استانیسلاو فیگوئراس
استانیسلاو فیگوئراس (کاتالونیایی: Estanislau Figueras i de Moragas؛ ۱۳ نوامبر ۱۸۱۹ – ۱۱ نوامبر ۱۸۸۲) یک سیاست‌مدار اهل اسپانیا بود.